# Новороманово (Юргинський округ)
Новорома́ново (рос. Новороманово) — присілок у складі Юргинського округу Кемеровської області, Росія.

## Населення
Населення — 1037 осіб (2010; 1097 у 2002).
Національний склад (станом на 2002 рік):
- росіяни — 96 %